# Palazzo dell'ex Albergo del Saracino
Il palazzo dell'ex Albergo del Saracino è un edificio di Pavia, in Lombardia.

## Storia e descrizione
Galeazzo II Visconti, dopo la presa di Pavia, spostò la propria corte da Milano a Pavia; la nuova capitale subì numerosi interventi urbanistici che interessarono anche l'antico foro del municipio romano, l'attuale piazza della Vittoria, che fu ridisegnata. La casa dei Diversi fu, nella seconda metà del Trecento, l'edificio modello per tutti gli altri che dovevano sorgere, in parte adattando strutture preesistenti, nella piazza. Di impianto tardo trecentesco è anche il palazzo che ospitò l'antico albergo del Saracino, presso il quale si trovava anche una spezieria, di proprietà della famiglia Bernieri almeno dal 1404, il cui portico, verso la chiesa di Santa Maria Gualtieri, fu prolungato da Brizio Bernieri nel 1475. La struttura ospitò anche Francesco di Giorgio Martini e Leonardo da Vinci nel 1490, quando, su ordine di Ludovico il Moro, vennero inviati a supervisionare i lavori del duomo di Pavia. 
Il palazzo si caratterizza per i pilastri in muratura al piano terreno, con profili leggermente archiacuti, che reggono i soffitti a travi di legno del portico, mentre la facciata presenta laceri d'intonaco graffito quattrocentesco, originariamente dipinto d'azzurro.